# اکمیه آترویتاتا
اکمیه آترویتاتا (نام علمی: Aechmea atrovittata) نام یک گونه از سرده اکمیه است.